# Friedhelm Sträter
Friedhelm Sträter (* 8. Februar 1950 in Solingen; † 11. Januar 2021 ebenda) war ein deutscher Unternehmer und von 1997 bis 2013 Präsident der Industrie- und Handelskammer Wuppertal-Solingen-Remscheid.
Er absolvierte eine Ausbildung zum Industriekaufmann und übernahm 1968, nach dem Tod seines Vaters, den väterlichen Betrieb, die Sträter Stanzerei GmbH in Solingen. Friedhelm Sträter baute das Unternehmen durch Neugründung oder Ankauf sechs weiterer Unternehmen aus; sie sind heute unter dem Dach der Sträter Industrie Holding KG vereinigt.
Seit 1989 war Friedhelm Sträter Mitglied der Industrie- und Handelskammer Wuppertal-Solingen-Remscheid im Bergischen Städtedreieck und wurde 1993 zu deren Vizepräsidenten bestellt, gleichzeitig nahm er das Amt des Vorsitzenden des Bezirksausschusses Solingen wahr. 1997 wurde er zum Präsidenten der Kammer gewählt. 2013 trat er nicht mehr zur Wahl des Präsidenten an. Er wurde am 16. Mai 2013 in der Vollversammlung zum Ehrenpräsidenten ernannt. 
Weiter engagierte sich Sträter in weiteren Wirtschaftsverbänden, so war er in dem Vorstand des Wirtschaftsverbandes Eisen-, Blech- und Metallverarbeitende Industrie e. V., Industrieverbandes Schneidwaren- und Bestecke e. V. und dem Industrieverband Blech- und Umformtechnik vertreten.

## Ehrungen
Die Weltorganisation der Wirtschaftsjunioren (JCI) ernannte ihn zum Senator und die Bergische Universität Wuppertal ernannte ihn 2008 zum Ehrenbürger der Universität. Am 1. März 2012 bekam er das Verdienstkreuz 1. Klasse der Bundesrepublik Deutschland verliehen.